# Cinclocerthia
Cinclocerthia es un género de aves paseriformes de la familia Mimidae. Sus miembros, denominados comúnmente cocobinos, ocupan las Antillas Menores. Su pariente más cercano entre los pájaros vivos es el cuitlacoche chucho.

## Especies
Las dos especies del género son:
- Cinclocerthia gutturalis - cocobino gris;
- Cinclocerthia ruficauda - cocobino pardo.

## Comportamiento
Los cocobinos se caracterizan por un peculiar comportamiento que realizan cuando están excitados, en el que muestran una exagerada versión de la agitación de alas observada en otros mímidos. Los cocobinos no solo agitan sus alas sino que agitan todo su cuerpo como su estuvieran temblando.